# Skarresø (Jyderup)
 For alternative betydninger, se Skarresø. (Se også artikler, som begynder med Skarresø)
Skarresø  tidligere Skarrid Sø er en 194 ha (knap 2 Km²) stor sø beliggende vest for Jyderup på det nordvestlige Sjælland (tidligere Holbæk Amt, Skippinge Herred). Skarresø er en forholdsvis lavvandet sø med en gennemsnitslig dybde på blot 2,6 meter. På sit dybeste sted er søen 4,1 meter dyb. Søen, der ligger ca. 19 moh., har mod syd afløb til Halleby Å, der har forbindelse til Tissø og herfra videre ud til Storebælt. Ved en undersøgelse udført af frivillige fra Danmarks Naturfredningsforening i 2006 blev der fundet DNA-spor efter odder i Halleby Å-systemet.

## Navnet
Ved Skarresø ligger Skarresholm.
Skarresholm omtales som "Scarwesyoholm" i 1329.
Bent Jørgensen fra Danske stednavne mener:
"Dette stednavn kommer af skravi eller skarva, som betyder at gøre indsnit eller skår".
...."Borgen Skarresholm ligger ved et indsnit i Skarresøen, mens søen i sig selv er et skår landskabet, så spørgsmålet er, om søen har givet navn til borgen, eller om det modsatte er tilfældet?. Men søen lå der før borgen!"
Det er en myte at skarven har givet navn til søen, da skarven er et nyere navn for ålekrage

## Søen
Skarresø er omgivet af et stærkt bakket terræn og næsten helt omkranset af de fire store skove Stokkebjerg-, Bjergsted-, Regstrup- og Astrup Skove. Søen hører hovedsagelig til Holmstrup- og Bjergsted Sogne, og kun med en mindre del til Jyderup Sogn. Ved søens nordlige bred ligger det fredede voldsted Skarsholm (Skarresholm); Borgen blev i 1408 købt af Dronning Margrete 1. til nedrivning. I dag er stedet derfor lokalt mere kendt som Dronning Margrethes Ruin. Ved vestsiden af søen ligger Astrup Gods.
Skarresø er en del af Natura 2000-område nr. 156 Store Åmose, Skarre Sø og Bregninge Å
, som består af habitatområde (nr. 137). Skarresø indgår i NOVANA-overvågningen med ekstensivt program. Søen har basismålsætning. Den er stadig betydeligt påvirket af næringsstoffer,
hvilket præger søens undervandsplanter. Skarresø modtog tidligere spildevand fra Jyderup og var meget stærkt eutrofieret. Spildevandet blev afskåret i 1972, siden da er tilstanden kun i mindre grad forbedret, men dog i bedring med indvandring af undervandsplanter de senere år. Der er i en treårig periode først i årtusindet således foretaget biomanipulation i form af udsætning af geddeyngel i søen, som har fremmet undervandsvegetationen, der tidligere helt har manglet.
Skarresø vurderes at opfylde målsætningen med hensyn til næringssaltbelastning. Ifølge den seneste NOVANA-rapport for søer (2019) er Skarresø dog den eneste, hvor der er sket en forværring af tilstanden. De tidligere tiders udledning af spildevand fra Jyderup har skabt en stor pulje af fosfor i søbunden, som giver grobund for tilbagevendende store algeopblomstringer og uklart vand. Skarresø er derfor udpeget til genopretning i Vandområdeplan 3, og Holbæk Kommune vil indsende ansøgning om fuld finansiering til gennemførelse af et sørestaureringsprojekt.
På den største af de tre øer i søens vestlige ende, Magleholm, har et par havørne haft rede og ynglet siden 2005. På grund af havørnene er der forbud mod sejlads på dele af søen. Søens fiskebestand domineres af skalle, hork og aborre, men der findes også brasen, gedde, sandart og rudskalle.
I efteråret 2013 blev Skarresø del af Naturpark Åmosen. I 2017 etablerede lokale ildsjæle en 11 kilometer lang afmærket cykel-og vandresti, Skarresøstien, hele vejen rundt om Skarresø. Undervejs passeres et udsigtspunkt, hvor der fra søbredden er udsigt til havørnenes rede på Magleholm. Jyderupstien, en 52 km lang rute der strækker sig fra Svinninge til Kongskilde, passerer ligeledes forbi Skarresøens østlige del.
Der lå frem til sæsonen 2017 en campingplads, Skarresø Camping, i søens østlige ende i Jyderup. Der er nu planer om i stedet at bruge pladsen til et naturum som en port til Naturpark Åmosen. Der er desuden etableret fire shelters og et Multtoilet på området. Følger man stien mod vest fra dette åbne område ind i skoven passeres en ellesump bestående af rød-el, der kan tåle at stå med rødderne i vand. Denne skovtype ses ikke ret mange steder i Danmark, da sumpområder i produktionsskove normalt drænes væk. Det tidligere jagtslot Sølyst ligger ligeledes ned til søens østlige, bynære ende.